# Tuttlingen
Tuttlingen är en stad i Landkreis Tuttlingen i regionen Schwarzwald-Baar-Heuberg i Regierungsbezirk Freiburg i förbundslandet Baden-Württemberg i Tyskland. Tuttlingen är huvudort i Landkreis Tuttlingen och har cirka 37 800 invånare.
Staden ingår i kommunalförbundet Tuttlingen tillsammans med kommunerna Emmingen-Liptingen, Neuhausen ob Eck, Rietheim-Weilheim, Seitingen-Oberflacht och Wurmlingen.
Staden är internationellt känd för sina omkring 600 företag inom medicinteknikområdet, och ibland därför kallad medicinteknikens världshuvudstad.